# Михаило-Архангельский храм (Далянь)
Храм-памятник во имя Архангела Михаила (Михаило-Архангельский храм, кит. 大连圣弥哈伊尔总领天使教堂) — несохранившийся храм Русской православной церкви в городе Далянь (русскими эмигрантами именовался Дальний) на кладбище Цинюньцзе. Разрушен во время «культурной революции».
Ныне в Даляне существует православная община Московского Патриархата во имя Архистратига Михаила, не имеющая храма.

## История
В конце XIX века на кладбище города в Даляня был отведён участок земли для первого русского погоста. Место было расположено, как бы в лощине между двумя достаточно крутыми горками, грунт скальный, с обеих сторон выполнены крепкие подпорные стенки. В 1902 году на самом высоком участке кладбища была построена небольшая часовня в честь Архистратига Михаила. Русский стиль часовни выражался не только в характерной для древнерусской храмовой традиции композиции, но и в деталях симметрично оформленных фасадов. Во время Русско-японской войны там стали хоронить погибших воинов, и часовня приобрела статус храма-памятника.

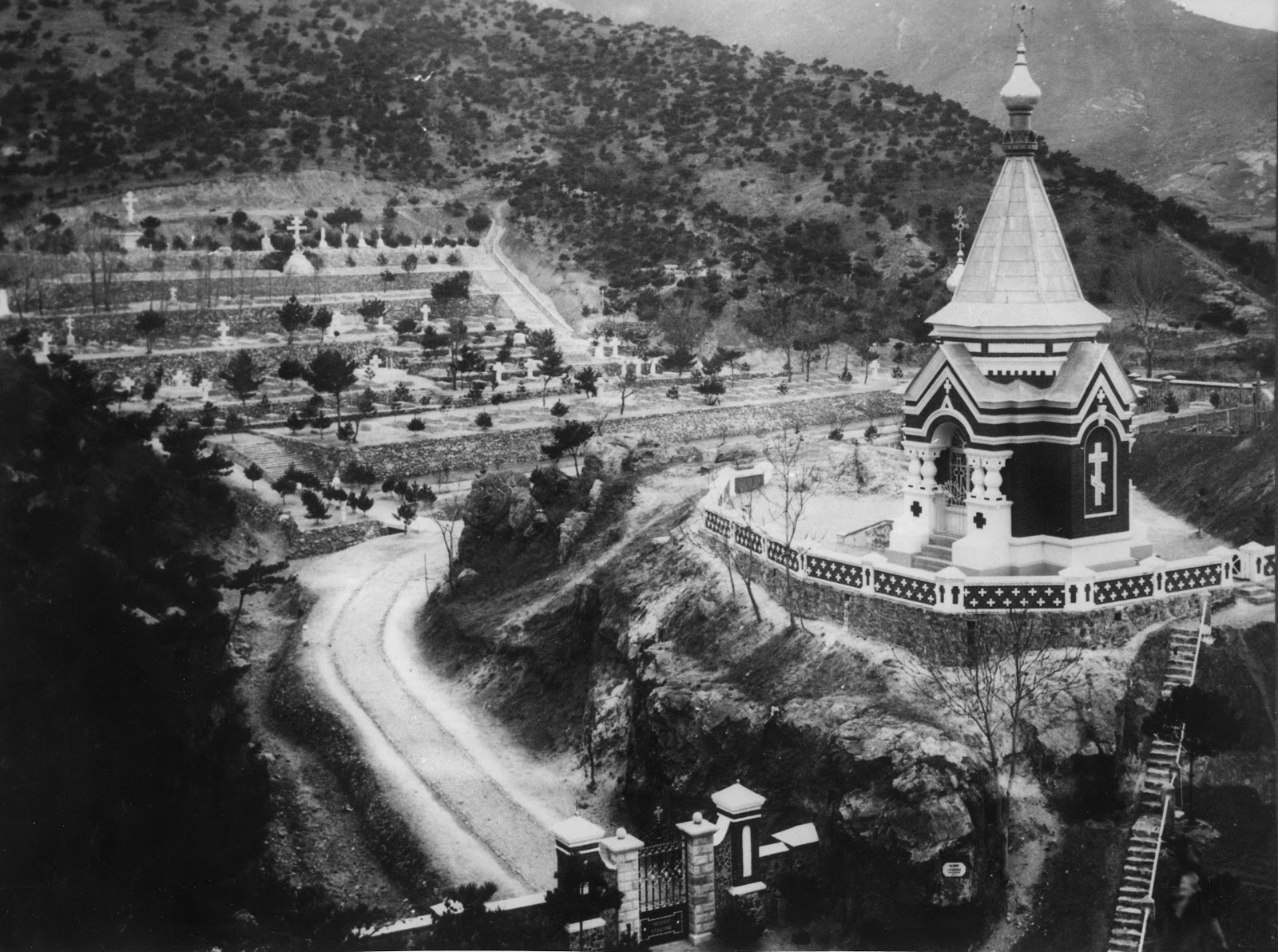
Церковь Архангела Михаила и кладбище в Дальнем

В 1912 в рамках государственной программы деятельности Комитета по увековечиванию памяти погибших в Русско-японской войне русских воинов часовня одновременно с кладбищем была реконструирована.
В 1910—1917 годы обслуживалась иеромонахом Аароном (Авериным), а затем приезжими священниками Пекинской духовной миссии.
В середине 1920-х годов кладбищенская Михаило-Архангельская часовня была увеличена за счёт пристроек и освящена заново как храм с прежним именованием. В 1935 году тщанием протоиерея Михаила Ерохина была построена ещё одна пристройка. Пристроенные объёмы трапезной и придела были выдержаны в первоначальном стилевом ключе, и церковь после расширения стилистически воспринималась как единое целое.
После открытия классов для детей в русском клубе Дальнего впоследствии ставших гимназией имени А. С. Пушкина, настоятели храма были обыкновенно также законоучителями. В 1942 году храм был передан в ведение Харбинской епархии.
Во время китайской «культурной революции» храм был взорван. От храма остался лишь фундамент. Кладбище частично уцелело.
В 2009 году в Даляне была воссоздана православная община, старостой которой стал Андрей Бухтеев. По его воспоминаниям: «Первое событие ещё не сложившейся православной общины города Даляня произошло в 2009 году, когда клирик храма Петра и Павла в Гонконге протоиерей Дионисий, с которым мы дружим уже 7 лет, предложил нам найти укромное место на морском побережье, чтобы крестить жену-китаянку и сына одного православного американца, бывшего мормона. Место мы нашли, батюшка крестил людей прямо в море. Потом были панихиды на Порт-Артурском русском воинском кладбище, самом большом иностранном кладбище на территории Китая, где похоронены строители КВЖД, Порт-Артурской крепости, воины Русско-Японской войны, японской оккупации 1905−1945 годов, советские летчики, погибшие во время Корейской войны 1953 года, умершие от болезней и эпидемий военные и гражданские до 1956 года». В 2011 году на частной квартире состоялась первая литургия. С тех пор богослужения мирским чином проходили почти каждое воскресенье. 1 октября 2013 года был организован Русский клуб в Даляне.
9 мая 2013 года во время работ по расчистке территории и могил на русском кладбище Цинюнцзе был обнаружен и раскопан фундамент Михайло-Архангельского храма. Появилось горячее желание восстановить этот храм. Русский Клуб в Даляне (около 130 членов) и православная община Даляня, обратилась с письмами в Патриархию, в министерство обороны РФ, в Госдуму, в общественные фонды с просьбой оказать административную и финансовую поддержку в деле восстановления всего кладбищенского комплекса Цинюнцзе вместе с храмом.
В мае 2015 года сообщалось, что согласно программе по восстановлению памятников российского исторического присутствия на северо-востоке Китая, утверждённой российскими соотечественниками, проживающими на территории Китая, храм Архистратига Михаила будет отстроят заново.
Фонд имени Ахмата Кадырова профинансировал восстановление кладбища Цинюньцзе. 4 сентября 2015 года состоялась церемония торжественного открытия отреставрированного русского воинского кладбища.
Протоиерей Дионисий Поздняев в декабре 2016 года отмечал: «В этой православной общине есть как русский, так и китайцы<…>. Собираемся обычно в доме старосты — Андрея. И он, и его супруга Елена очень многое сделали для того, чтобы народ собирался регулярно. Только в Даляне у нас и при отсутствии священников ежевоскресное совершается богослужение мирянским чином. Дай Бог, чтобы и клирик постоянный здесь появился, и помещение для богослужений расширилось. Говорили после литургии о том, что нужно снимать более просторное помещение для воскресных служб — частной небольшой квартиры для двадцати человек уже не хватает». 14 января 2017 года Андрей Бухтеев в Биробиджане епископом Ефремом (Просянком) был рукоположён в сан диакона. 4 марта 2018 года он был рукоположён в сан священника.

## Клир
настоятели
- 1925—1935 — Михаил Ерохин
- 7 октября 1935 — 18 февраля 1938 — Гавриил (Огородников)[14]
- 1938 — 19 октября 1940 — Пётр Рождественский
- 1943 — 3 июля 1953 — Марин Коровин[15]
- 1953—1955 — Георгий Козлов
- 1955—1956 — Григорий Чжу[16]

диаконы
- Иоанн Брынских (1944)
- Георгий Пешков (1953—1955)